# Lijst van staten in het Heilige Roomse Rijk
Deze lijst van staten in het Heilige Roomse Rijk bevat de Rijksgebieden. Deze Rijksgebieden vormden samen het Heilige Roomse Rijk maar hadden vanaf 1648 een grote onafhankelijkheid (Landeshoheit). In de 18de eeuw bestond het Heilige Roomse Rijk uit ongeveer 1.800 van deze staten waarvan het grootste deel werd bestuurd door de familie van rijksridders.

## Lijst van staten
Een lijst van deze omvang is moeilijk om compleet weergeven te worden, maar de lijst waarvan de inhoudstafel bovenaan dit artikel staat, is een zo compleet mogelijke opsomming van de staten in het Heilige Roomse Rijk. Behalve de Rijksgebieden bevat het artikel ook andere feodale gebieden die binnen het Heilige Roomse Rijk lagen. In de lijst zit ook een lijst van van vrije steden en keizerlijke abdijen binnen het Heilige Roomse Rijk.
A –
B –
C –
D –
E –
F –
G –
H –
I –
J –
K –
L –
M –
N –
O –
P –
Q –
R –
S –
T –
U –
V –
W –
Z

### Verklaring van de afkortingen
- De "kreits" wil zeggen tot welke Rijkskreits (Reichskreis) de staat behoorde.
- De "Bank" wil zeggen waar de staat werd vertegenwoordigd in de Rijksdag.

| Kreits   | Kreits                       | Bank | Bank                                                                |
| -------- | ---------------------------- | ---- | ------------------------------------------------------------------- |
| Aust     | Oostenrijkse Kreits          | EL   | Raad van Keurvorsten, de elite die de Heilige Roomse keizer verkoos |
| Bav      | Beierse Kreits               | EC   | Spirituele Bank van de raad van Vorsten (individuele stem)          |
| Burg     | Bourgondische Kreits         | PR   | Seculiere Bank van de Raad van Vorsten (individuele stem)           |
| El Rhin  | Keur-Rijnse Kreits           | RP   | Rijnse prelaten (Raad van Vorsten)                                  |
| Franc    | Frankische Kreits            | SP   | Zwabische prelaten (Raad van Vorsten)                               |
| Low Rhen | Nederrijns-Westfaalse Kreits | FC   | Frankische graven (Raad van Vorsten)                                |
| Low Sax  | Nedersaksische Kreits        | SC   | Zwabische graven (Raad van Vorsten)                                 |
| Upp Rhin | Boven-Rijnse Kreits          | WE   | Westfaalse graven (Raad van Vorsten)                                |
| Upp Sax  | Opper-Saksische Kreits       | WT   | Wetterause graven (Raad van Vorsten)                                |
| Swab     | Zwabische Kreits             | RH   | Rijnse bank van de Raad van Rijkssteden                             |
| Geen     | Niet in een Kreits ingedeeld | SW   | Zwabische Bank van de Raad van Rijkssteden                          |

Als er in de kolom van de kreits niets staat wil dit zeggen dat deze staat niet meer bestond na de Rijkshervorming
Er worden ook nog andere afkortingen gebruikt in de lijst:
| Abp. | Aartsbisschop       |
| Bp.  | Prins-bisschop      |
| Gr.  | Graafschap          |
| H.   | Hertogdom           |
| Ldg. | Landgraafschap      |
| Mrg. | Markgraafschap      |
| Pr.  | Vorstendom          |
| RA   | Rijksabdij          |
| HRR  | Heilige Roomse Rijk |

### Verklaring van de kleuren
| Religieuze gebieden |
| Vrije steden        |